# مؤسسه مهندسی و تکنولوژی
مؤسسه مهندسی و تکنولوژی (انگلیسی: Institution of Engineering and Technology) بزرگترین مؤسسه مهندسی حرفه‌ای چند رشته‌ای در جهان است. IET در سال ۲۰۰۶ از دو مؤسسه جداگانه تشکیل شده‌است: مؤسسه مهندسان برق (IEE) که از سال ۱۸۷۱ تشکیل شده‌است و مؤسسه مهندسان مجتمع (IIE) که از سال ۱۸۸۴ تشکیل شده‌است. در حال حاضر اعضای آن در سراسر جهان بیش از ۱۶۷٬۰۰۰ نفر است. دفاتر اصلی IET در منطقه Savoy در لندن، انگلستان و در خانه مایکل فارادی در استیونج انگلستان است.